# Mihail Starenki
Mihail Starenki (n. 1880, Cameneț-Podolsk - d. secolul al XX-lea) a fost un deputat din Sfatul Țării, organismul care a exercitat puterea legislativă în Republica Democratică Moldovenească, în perioada 1917-1918. 

## Biografie
S-a născut în anul 1880 în Cameneț-Podolsk, Rusia. A avut studii secundare și a fost de profesie funcționar.

## Activitate politică
A fost deputat în Sfatul Țării din 21 noiembrie 1917 până în 29 octombrie 1918. La ședința din 27 martie 1918 a votat contra unirii. În cadrul Sfatului a fost membru în comisiile: constituțională, declarații și statute, arbitraj, administrativă și din prima comisie agrară.